# Lørenskog IK
Lørenskog IK – norweski klub hokejowy z siedzibą w Lørenskog.

## Historia klubu

### Sezony
| Sezon   | Liga       | Sezon zasadniczy | Sezon zasadniczy | Sezon zasadniczy | Sezon zasadniczy | Sezon zasadniczy | Sezon zasadniczy | Sezon zasadniczy | Sezon zasadniczy | Sezon zasadniczy | Play-off                                  |
| Sezon   | Liga       | M                | W                | P                | WpD              | PpD              | G+               | G-               | PKT              | Miejsce          | Play-off                                  |
| ------- | ---------- | ---------------- | ---------------- | ---------------- | ---------------- | ---------------- | ---------------- | ---------------- | ---------------- | ---------------- | ----------------------------------------- |
| 2010–11 | GET-ligaen | 45               | 18               | 21               | 3                | 3                | 145              | 133              | 57               | 6                | Porażka w półfinale, 2–4 (Stavanger)      |
| 2011–12 | GET-ligaen | 45               | 30               | 11               | 3                | 1                | 190              | 102              | 91               | 2                | Porażka w finale, 2–4 (Stavanger)         |
| 2012–13 | GET-ligaen | 45               | 28               | 14               | 2                | 1                | 200              | 127              | 89               | 3                | Porażka w półfinale, 2–4 (Stavanger)      |
| 2013–14 | GET-ligaen | 45               | 25               | 13               | 4                | 3                | 184              | 137              | 66               | 5                | Porażka w ćwierćfinale, 1–4 (Lillehammer) |
| 2014–15 | GET-ligaen | 45               | 22               | 15               | 4                | 4                | 150              | 123              | 78               | 4                | Porażka w ćwierćfinale, 2–4 (Sparta)      |

## Zawodnicy
Kadra w sezonie 2015/2016
Na podstawie materiału źródłowego:
| Bramkarze | Bramkarze         | Bramkarze        | Bramkarze | Bramkarze  | Bramkarze           |
| Numer     |                   | Zawodnik         | Łapaczka  | Urodzony   | Miejsce urodzenia   |
| --------- | ----------------- | ---------------- | --------- | ---------- | ------------------- |
| 30        | Norwegia          | Joachim Svendsen | L         | 16.10.1994 | Oslo, Norwegia      |
| 31        | Norwegia          | Julian Nylen     | P         | 30.09.1997 | Lørenskog, Norwegia |
| 35        | Stany Zjednoczone | Jeff Jakaitis    | L         | 09.06.1983 | Rochester, USA      |

| Obrońcy | Obrońcy  | Obrońcy             | Obrońcy     | Obrońcy    | Obrońcy              | Obrońcy |
| Numer   |          | Zawodnik            | Uchwyt kija | Urodzony   | Miejsce urodzenia    |         |
| ------- | -------- | ------------------- | ----------- | ---------- | -------------------- | ------- |
| 6       | Norwegia | Emil Frøshaug       | L           | 30.03.1993 | Oslo, Norwegia       |         |
| 7       | Łotwa    | Maksims Ponomarenko | L           | 23.04.1997 | Lipawa, Łotwa        |         |
| 10      | Szwecja  | Jonathan Zaar       | L           | 12.04.1992 | Helsingborg, Szwecja |         |
| 17      | Norwegia | Stefan Espeland     | L           | 24.03.1989 | Oslo, Norwegia       |         |
| 23      | Norwegia | Mats Trygg          | P           | 01.06.1976 | Oslo, Norwegia       |         |
| 37      | Norwegia | Villiam Strøm       | L           | 10.12.1990 | Trondheim, Norwegia  |         |
| 42      | Norwegia | Henrik Ødegaard     | L           | 12.02.1988 | Asker, Norwegia      |         |
| 55      | Szwecja  | Peter Messa         | L           | 19.09.1980 | Sztokholm, Szwecja   |         |

| Napastnicy | Napastnicy        | Napastnicy              | Napastnicy  | Napastnicy | Napastnicy           | Napastnicy |
| Numer      |                   | Zawodnik                | Uchwyt kija | Urodzony   | Miejsce urodzenia    |            |
| ---------- | ----------------- | ----------------------- | ----------- | ---------- | -------------------- | ---------- |
| 9          | Stany Zjednoczone | James Sixsmith          | L           | 26.03.1984 | Alexandria, USA      |            |
| 11         | Norwegia          | Olai Sveine Johannessen | L           | 14.01.1992 | Oslo, Norwegia       |            |
| 14         | Norwegia          | Jonas Djupvik Løvlie    | L           | 14.10.1990 | Oslo, Norwegia       |            |
| 16         | Norwegia          | Magnus Brekke Henriksen | L           | 17.04.1996 |                      |            |
| 19         | Szwecja           | Alexander Larsson       | L           | 07.09.1985 | Grästorp, Szwecja    |            |
| 21         | Norwegia          | Mats Frøshaug           | L           | 31.07.1988 | Oslo, Norwegia       |            |
| 25         | Norwegia          | Joacim Sundelius        | L           | 23.07.1991 | Oslo, Norwegia       |            |
| 26         | Kanada            | Nathan Longpre          | L           | 16.06.1988 | Peterborough, Kanada |            |
| 27         | Norwegia          | Steffen Thoresen        | L           | 03.06.1985 | Oslo, Norwegia       |            |
| 29         | Norwegia          | Robin Dahlstrøm         | L           | 29.01.1988 | Oslo, Norwegia       |            |
| 33         | Norwegia          | Petter Grønstad         | L           | 04.02.1997 |                      |            |
| 40         | Norwegia          | Lars Erik Spets         | L           | 02.04.1985 | Trondheim, Norwegia  |            |
| 90         | Szwecja           | Robin Sterner           | L           | 01.07.1990 | Helsingborg, Szwecja |            |
| 91         | Stany Zjednoczone | Tony Romano             | P           | 05.01.1988 | Smithtown, USA       |            |